# El Carmen (sito arqueológico)
El Carmen es un sitio arqueológico descubierto por Paul Amarolí en 1986, está ubicado en El Salvador específicamente en el departamento de Ahuachapán y data del período preclásico temprano o formativo de la época precolombina. Este sitio destaca por el descubrimiento de cerámica más antiguo en El Salvador. La estructura principal es un montículo de 3 m de altura y una base de 60 x 50 metros. 
El primer asentamiento en el sitio fue establecido en el año 1590 aC ± 150 años, pertenecía a la Fase Bostan siendo contemporánea a las fases Locona, Ocós y Barra del soconusco en el estado mexicano de Chiapas, fue habitado durante aproximadamente 200 años siendo su población personas hablantes de un idioma mixe-zoque que formaban parte de la cultura Mokaya. Posteriormente el sitio sería de nuevo habitado está vez durante un período más extenso según el tamaño del montículo.